# Scolecura parilis
Scolecura parilis là một loài nhện trong họ Linyphiidae. Loài này được phát hiện ở Brasil và Argentina.